# Signes dans le néant
Pour plus de détails, voir Fiche technique et Distribution.
Signes dans le néant (Semne în pustiu) est un film roumain, sorti en 1996.

## Fiche technique
- Titre : Signes dans le néant
- Titre original : Semne în pustiu
- Réalisation : Nicolas Masson
- Scénario :  Viorel Mihalcea
- Musique :
- Pays d'origine : Roumanie
- Genre : drame
- Date de sortie : 1996

## Distribution
- Mircea Albulescu
- Dan Condurache
- Rona Hartner
- Nicolas Masson
- Cesonia Postelnicu
- Marian Ralea
- Boby Torok
- Dodo Voitis